# Onafhankelijk paralympisch deelnemer
Onafhankelijk Paralympisch Deelnemer (Engels: Independent Paralympic Participant) is een paralympische sporter of team die op de Paralympische Spelen uitkomt zonder een land te vertegenwoordigen. Dit kan voorkomen als zijn land niet bekend is of van deelname is uitgesloten. De IPC-landcode is IPP en als vlag wordt de paralympische vlag gebruikt.

## Paralympische Zomerspelen 1992
Omdat Joegoslavië door de Verenigde Naties een embargo was opgelegd wegens de Balkanoorlog, namen individuele atleten uit Joegoslavië aan de Paralympische Zomerspelen 1992 deel als onafhankelijke deelnemers.

## Medailles en deelnames
De tabel geeft een overzicht van de gewonnen medailles en de plaats in het medailleklassement.
| Zomerspelen | Zomerspelen | Zomerspelen | Zomerspelen | Zomerspelen | Zomerspelen |        | Winterspelen | Winterspelen | Winterspelen | Winterspelen | Winterspelen | Winterspelen |
| Jaar        | Goud        | Zilver      | Brons       | Totaal      | Rang        | Jaar   | Goud         | Zilver       | Brons        | Totaal       | Rang         |              |
| 1992        | 4           | 3           | 1           | 8           | 26          | 1992   | -            | -            | -            | -            | -            |              |
| Totaal      | 4           | 3           | 1           | 8           |             | Totaal | 0            | 0            | 0            | 0            |              |              |
| Tot. Z+W    | 4           | 3           | 1           | 8           |             |        |              |              |              |              |              |              |